# Altitoy
L'Altitoy est une compétition internationale de ski-alpinisme qui se déroule depuis 2011 en pays Toy, autour du Pic du Midi, dans le massif des Pyrénées (France).
L'Altitoy fait partie de la Grande Course avec l'Adamello Ski Raid, la Pierra Menta, le Trophée Mezzalama, le Tour du Rutor et la Patrouille des Glaciers.

## Résultats
| Édition | Année | Hommes                                | Femmes                                |
| ------- | ----- | ------------------------------------- | ------------------------------------- |
| 6e      | 2013  | Mathéo Jacquemoud William Bon Mardion | Laetitia Roux Mireia Miró Varela      |
| 7e      | 2014  | Wilfrid Jumere Alain Bellagamba       | Amets Maiztegi Nahia Quincoces Altuna |
| 8e      | 2015  | Wilfrid Jumère Alain Bellagamba       | Uxue Fraile Amets Maiztegi            |
| 9e      | 2016  | Mathéo Jacquemoud Kílian Jornet       | Axelle Mollaret Laetitia Roux         |
| 10e     | 2017  | Wilfrid Jumère Loic Thévin            | Lula Martinez Ares Izard              |
| 11e     | 2018  | Jakob Herrmann Kílian Jornet          | Katia Tomatis Alba De Silvestro       |